# Come into My World
Singles par Kylie Minogue
Fever
(2002) Slow
(2003)
Singles par Kylie Minogue aux États-Unis
Love at First Sight
(2002) Slow
(2004)
Pistes de 'Fever'
Fragile In Your Eyes
Come into My World est une chanson de la chanteuse australienne Kylie Minogue. 4e et dernier single extrait de l'album Fever (2001). La chanson a été écrite et produit par Rob Davis, Cathy Dennis. Come into My World est une chanson de dance-pop avec des sonorités pop et house. Cette chanson a globalement reçu des critiques positives.
Le clip a été réalisé par Michel Gondry. Il a été tourné le 8 septembre 2002 à Boulogne-Billancourt à l'intersection de la rue du Point-du-Jour et de la rue de Solférino.

## Formats et liste de pistes
Voici les formats et liste de piste du single Come Into My World.
 Canada CD Single
1. " Come Into My World " [Single Version] — 4:06
2. " Come Into My World " [Fischerspooner Mix] — 4:28

 Royaume-Uni CD 1 (CDRS6590)
1. " Come Into My World " [Single Version] — 4:06
2. " Come Into My World " [Ashtrax Mix] — 5:02
3. " Come Into My World " [Robbie Rivera's Hard and Sexy Mix] — 7:01
4. " Come Into My World " [Video]

 Royaume-Uni CD 2 (CDR6590)
1. " Come Into My World " [Version single] — 4:06
2. " Love at First Sight " [Live Version 2002 Edit] — 4:19
3. " Fever " [Live Version 2002] — 3:43

 Royaume-Uni DVD Single (DVDR6590)
1. " Come Into My World " [Kylie Fever Live Video] — 6:12
2. " The Making of Come Into My World "
3. " Come Into My World " [Fischerspooner Mix Slow]

## Performances enlive
Kylie chante cette chanson pour les tournées suivantes :
- KylieFever2002
- Showgirl: The Greatest Hits Tour (Ballad Version)
- Showgirl: The Homecoming Tour (Ballad Version)
- KylieX2008 (Fischerspooner Remix)
- North American Tour 2009 (Steve Anderson Remix)

## Classement par pays
| Classement (2002)                      | Meilleure position |
| -------------------------------------- | ------------------ |
| Australie (ARIA)                       | 4                  |
| Autriche (Ö3 Austria Top 40)           | 59                 |
| Belgique (Flandre Ultratop 50 Singles) | 35                 |
| Danemark (Tracklisten)                 | 15                 |
| France (SNEP)                          | 78                 |
| Allemagne (Media Control AG)           | 47                 |
| Hongrie (Rádiós Top 40)                | 10                 |
| Italie (FIMI)                          | 13                 |
| Pays-Bas (Single Top 100)              | 35                 |
| Nouvelle-Zélande (RMNZ)                | 20                 |
| Espagne (PROMUSICAE)                   | 15                 |
| Royaume-Uni (UK Singles Chart)         | 8                  |
| États-Unis (Hot 100)                   | 91                 |
| États-Unis (Dance Club Songs)          | 20                 |
| États-Unis (Pop Airplay)               | 28                 |

## Versions officielles
| Remixes 1. Single Version — 4:05 2. Fischerspooner Mix — 4:20 3. Fischerspooner Mix (Slow Version) — 4:34 4. Robbie Rivera's Hard and Sexy Mix — 7:01 5. Robbie Rivera's NYC Dub — 9:18 6. Robbie Rivera's Manhattan Mix — 12:49 (commissioned, but never released) 7. Baby Ash Mix (AKA Ashtrax Mix) — 5:02 8. Joachim Garraud Radio Edit — 3:50 9. Joachim Garraud Extended Mix — 6:43 10. Parkside Mix — 5:10 11. Steve Anderson Studio Version (used during the For You, For Me Tour in 2009) — 3:54 | Versions lives 1. Live Version 2002 (Kylie Fever Tour) 2. Live Ballad Version 2005 (Showgirl Tour) 3. Live Ballad Version 2007 (Showgirl Homecoming Tour) 4. Live Fischerspooner Mix 2008 (KYLIEX2008 Tour) 5. Live Version 2009 (For You, For Me Tour) |

## Historique de sortie
| Pays        | Date de sortie   | Format    |
| ----------- | ---------------- | --------- |
| Australie   | 2 novembre 2002  | CD single |
| Royaume-Uni | 11 novembre 2002 | CD single |